# ابوالعباس معین‌الدین احمد شیرازی
ابوالعباس معین‌الدین احمد بن شهاب‌الدین ابی‌الخیر حمزه بن‌ابی‌الفضل حسن بن عزالدین مودود شیرازی معروف به زرکوب بن ابی‌الفضل محمد بن معین‌الدین محمود شیرازی از عرفاً و نویسندگان مشهور سده هشتم هجری قمری بود. تاریخ زادروز ابوالعباس معلوم نیست اما بی گمان به دنیا آمدنش در شیراز است. پدر او از دانشمندان و نویسندگان و برادر او محمود زرکوب از علماء زمان خویش بود. وی پس از کسب معلومات به گشت و گذار پرداخت و همانطوریکه خودش در پیشگفتار شیرازنامه یادآور می‌شود در بغداد به فکر تهیه اثر پرارزش خود شیرازنامه افتاد.  در طریقت پیرو پدرانش شد و خرقهٔ تصوف پوشید. سال درگذشت او را ۷۸۹ هجری قمری در شیراز آورده‌اند. تنها اثر موجود ابوالعباس معین‌ الدین کتاب شیرازنامه است.